# Předsednictvo SFRJ
Předsednictvo Socialistické federativní republiky Jugoslávie (nebo též Prezídium SFRJ) (srbsky Predsedništvo SFRJ, Председништво СФРЈ; chorvatsky Predsjedništvo SFRJ; slovinsky Predsedstvo SFRJ; makedonsky Председателство на СФРЈ) byla kolektivní hlava Socialistické federativní republiky Jugoslávie od května 1980 do roku 1992, kdy zůstali již jen čtyři z původních osmi členů.

## Historie Předsednictva
Poprvé se pojem jugoslávského Předsednictva objevil v amandmátech (dodatcích) k jugoslávské ústavě z roku 1963 v roce 1971, kdy bylo Předsednictvo definováno jako kolektivní hlava státu a nositel zákonodárné a politické iniciativy. Ústavní dodatek se tak pokoušel již v dostatečném předstihu vyřešit nástupnictví po případném odchodu Josipa Broze Tita z vedení federace. Sám Tito byl jako prezident federace bez ohraničení mandátu členem a předsedou Předsednictva, ovšem žádný z dalších předsedů Předsednictva nebyl prezidentem.
Další úpravu postavení Předsednictva SFRJ přinesla nová ústava z roku 1974. V souvislosti s ní poté také došlo k vytvoření předsednictev jednotlivých republik a autonomních oblastí.
Předsednictvo jako nejvyšší orgán federace mělo devět členů volených na pětileté volební období, přičemž nikdo nesměl být členem Předsednictva více než dvakrát po sobě. Členem Předsednictva byl předseda Ústředního výboru Svazu komunistů Jugoslávie a osm delegátů – po jednom ze šesti socialistických republik a dvou socialistických autonomních oblastí. Od konce roku 1988 již není na základě ústavních dodatků předseda Svazu komunistů Jugoslávie členem Předsednictva.
Po secesi Slovinska (25. červen 1991, resp. 7. říjen 1991), Chorvatska (25. červen 1991, resp. 8. říjen 1991), Republiky Makedonie (17. listopad 1991) a Bosny a Hercegoviny (1992) fungovalo Předsednictvo jen v čtyřčlenné sestavě (Srbsko, Černá Hora, Kosovo, Vojvodina).

## Postavení Předsednictva

### Postavení v čase
Předsednictvo bylo v prvních letech své existence ve stínu doživotního prezidenta Tita, který byl formálně Předsednictvu nadřazen a byl také z titulu své prezidentské funkce předsedou Předsednictva. Po jeho smrti, 4. května 1980, byla moc ve státě převzata právě Předsednictvem, které bylo zvoleno ještě za Titova života. Ve vedení Předsednictva se střídali zástupci jednotlivých republik a autonomních oblastí. Ke zlomu došlo v květnu 1991, kdy delegáti Srbska, Černé Hory a autonomních oblastí neumožnili převzetí funkce Stipemu Mesićovi, který byl jako zástupce Chorvatska na řadě podle předem dohodnutého systému rotace. To způsobilo, že Předsednictvo na čas nemělo ani předsedu, ani místopředsedu, a tak nikoho, kdo by legálně mohl svolat jeho zasedání, než byl Mesić nakonec v červenci do funkce zvolen. V říjnu 1991 Předsednictvo zbytku federace převzalo funkce a pravomoci svazového parlamentu a svazové vlády (samotná federální vláda ale odstoupila až v prosinci).

### Právní postavení
Předsednictvo SFRJ zastupovalo federaci navenek i uvnitř. Předsednictvo také v rámci svých práv a povinností a pro dosažení rovnosti národů a národností mělo harmonizovat společné zájmy republik a autonomních oblastí s jejich odpovědností při realizaci práv a povinností federace. Chránilo ústavní pořádek. Předsednictvu také příslušelo navrhovat kandidáta na funkci předsedy svazového výkonného výboru (předseda federální vlády) a kandidáty na soudce Ústavního soudu SFRJ. Předsednictvo bylo nejvyšším velitelem jugoslávské branné moci, bylo nejvyšším orgánem vedení a velení ozbrojených sil ve válce i míru. Jmenovalo a povyšovalo generály a admirály, jmenovalo také členy Národní rady obrany, stejně jako členy dalších rad, které se mohlo rozhodnout ustanovit. Také propůjčování a udělování státních vyznamenání federace náleželo právě Předsednictvu.

### Ustavení do funkce
Výběr členů Předsednictva se odehrával v jednotlivých republikách a autonomních oblastech, které samostatně rozhodovaly o svém zástupci. Republiky, resp. autonomní oblasti, mohly také svého delegáta v průběhu volebního období nahradit, což se stalo na sklonku existence AVNOJské Jugoslávie v případě Kosova a Chorvatska, kdy však již nejde hovořit o politickém monopolu Svazu komunistů Jugoslávie, potažmo Svazů komunistů v jednotlivých republikách a autonomních oblastech. V dobách tohoto monopolu členství v Předsednictvu nabývali především zasloužilí straníci, kteří byli v průběhu období nahrazováni jen v případě úmrtí nebo nabytí jiné, významnější, funkce.
Členové Předsednictva byli voleni nepřímo s výjimkou dvou členů posledního Předsednictva: Slovince Janeze Drnovšeka a Bosňana Bogiće Bogićeviće, kteří byli zvoleni přímo.

## Složení Předsednictva

### Předsedové
|    | Jméno              | Původ                  | Od               | Do               | Funkce    |
| 1  | Josip Broz Tito    | Jugoslávie             | 14. leden 1953   | 4. květen 1980   | prezident |
| 2  | Lazar Koliševski   | SR Makedonie           | 4. květen 1980   | 15. květen 1980  | předseda  |
| 3  | Cvijetin Mijatović | SR Bosna a Hercegovina | 15. květen 1980  | 15. květen 1981  | předseda  |
| 4  | Sergej Kraigher    | SR Slovinsko           | 15. květen 1981  | 15. květen 1982  | předseda  |
| 5  | Petar Stambolić    | SR Srbsko              | 15. květen 1982  | 15. květen 1983  | předseda  |
| 6  | Mika Špiljak       | SR Chorvatsko          | 15. květen 1983  | 15. květen 1984  | předseda  |
| 7  | Veselin Đuranović  | SR Černá Hora          | 15. květen 1984  | 15. květen 1985  | předseda  |
| 8  | Radovan Vlajković  | SAO Vojvodina          | 15. květen 1985  | 15. květen 1986  | předseda  |
| 9  | Sinan Hasani       | SAO Kosovo             | 15. květen 1986  | 15. květen 1987  | předseda  |
| 10 | Lazar Mojsov       | SR Makedonie           | 15. květen 1987  | 15. květen 1988  | předseda  |
| 11 | Raif Dizdarević    | SR Bosna a Hercegovina | 15. květen 1988  | 15. květen 1989  | předseda  |
| 12 | Janez Drnovšek     | (SR) Slovinsko         | 15. květen 1989  | 15. květen 1990  | předseda  |
| 13 | Borisav Jović      | (SR) Srbsko            | 15. květen 1990  | 15. květen 1991  | předseda  |
|    | funkce neobsazena  |                        | 15. květen 1991  | 1. červenec 1991 |           |
| 14 | Stjepan Mesić      | Chorvatsko             | 1. červenec 1991 | prosinec 1991    | předseda  |

K výměně předsedy docházelo v letech 1980–1991 pravidelně 15. května podle předem známého pořadí (Makedonie, Bosna a Hercegovina, Slovinsko, Srbsko, Chorvatsko, Černá Hora, Vojvodina a Kosovo).
Ve vztahu k poslednímu předsedovi Předsednictva Stipemu Mesićovi je nutné zmínit, že do funkce byl uveden zpětně k 1. červenci v době po podpisu Brionské deklarace a ve funkci setrval až do prosince 1991. Chaos v Jugoslávii byl umocněn, když se zbývající členové Předsednictva rozhodli pokračovat v rotaci a v říjnu 1991 uvést do funkce předsedy Předsednictva SFRJ Branka Kostiće z Černé Hory. Vzhledem k situaci, za jaké nabyl Kostić funkci, bývá za posledního předsedu Předsednictva považován Stjepan Mesić, neboť ten se stal předsedou ještě za plného počtu členů Předsednictva.